# Стаклено звоно (књига)
Стаклено звоно (енгл. The bell jar) је једини роман америчке песникиње Силвије Плат (енгл. Sylvia Plath) (1932-1963) објављен 1963. године у Енглеској, а 1971. године у Америци. Прво издање на српском језику објавила је издавачка кућа „Нолит“ 1976. године у преводу Бранка Вучићевића.

## О аутору
Силвија Плат је рођена 1932. године у Бостону. Школовала се на Смит-колеџу и Колеџу Њумен на Кембриџу. Након што је победила на конкурсу за студенте који је расписала редакција часописа "Мадмоазел" одлази у Њујорк да проведе месец дана као гост-уредник ове редакције. Након тога следи период депресије, покушај самоубиства, лечење. 
Објавила је збирку песама Колос (1960), и роман Стаклено звоно (1963). 11. фебруара 1963. године извршила је самоубиство.
Била је удата за енглеског песника Теда Хјуза (1930-1963) са којим је имала двоје деце. Хјуз је након њене смрти објавио збирке поезије Аријел, Прелазак преко воде и Зимско дрвеће. 1982. године додељена јој је Пулицерова награда постхумно за Сабране песме. Дневници Силвије Плат 1950–1962 су објављени 1982. године.

## О делу
Силвија Плат је роман објавила под псеудонимом као Викторија Лукас. Делом је заснован ауторикиним животом. Силвија Плат је након месец дана од објављивана романа извршила самоубиство.
Главна јунакиња романа је Естер Гринвуд која је победила 1953. године на конкурсу за студенте и одлази у Њујорк да проведе месец дана као гостујући уредник исте те редакције часописа "Женски дан". Иако је усхићена због прилике која јој је пружена и могућности да постане писац и оствари јој се животни сан, живот јој се отима контроли и тоне у депресију. Сумња у свој таленат, у себе, у будућност.
Естер се враћа кући, следе неурозе, депресија, покушај самоубиства и боравак у лудници.
Књига је приказ о стварним животима, није фикција. Измењена су само имена.
По речима Силвије Плат покушала је са књигом да представи свет и људе око себе кроз измењену перспективу стакленог звона. Приказана је особа која се бори са проблемима које доноси ментална болест. Планирала је да напише наставак романа у ком би приказала исте људе и исти свет али здраве.
Стаклено звоно је метафора. Представља поклопац под којим особе као Естер, Сивија, и многе друге, живе и удишу устајали ваздух. Тај поклопац се на моменте подигне и свеж ваздух улази у њихове животе.

## Адаптације
Године 1979. снимљен је филм по роману Стаклено звоно.
Улогу Естер Гринвуд је тумачила Џули Харис, а реежисер филма је био Лери Пирс. Филм је оцењен као велико разочарaње и није добро прошао.